# 1682 Карел
1682 Карел (1682 Karel) — астероїд головного поясу, відкритий 2 серпня 1949 року.
Тіссеранів параметр щодо Юпітера — 3,609.